# Leptostylus signaticauda
Leptostylus signaticauda är en skalbaggsart som beskrevs av Bates 1885. Leptostylus signaticauda ingår i släktet Leptostylus och familjen långhorningar.
Artens utbredningsområde är:
- Belize.
- Guatemala.
- Honduras.

Inga underarter finns listade i Catalogue of Life.